# David Toop
David Toop (New York, 5 maggio 1949) è un compositore, scrittore e giornalista britannico.
Oltre ad aver collaborato per la riviste The Face e  The Wire, Toop viene ricordato per essere stato membro dei Flying Lizards.
In qualità di musicista ha avviato una ricerca sonora che riflette il suo interesse verso l'antropologia africana e per i suoi aspetti sciamanici. Secondo le parole di Piero Scaruffi, il suo stile, che fa uso di strumenti acustici ed elettronici, ricorderebbe "Jon Hassell senza tromba cioè affreschi del quarto mondo senza protagonista".

## Biografia
Poco tempo dopo essere nato a New York da genitori britannici, Toop si trasferì con essi a Waltham Cross, nell'Hertfordshire. Venne educato alla Broxbourne Grammar School, che lasciò nel 1967 per studiare all'Hornsey College of Art.
A partire dagli anni settanta, Toop collaborò con musicisti comprendenti Max Eastley, Brian Eno, Scanner, ed altri, entrando a far parte del collettivo Flying Lizards.
Nel 1984 pubblicò Rap Attack, uno dei primi libri dedicati all'hip hop e, undici anni più tardi, Oceano di Suono, libro che è stato definito "l'esame poetico della vita musicale contemporanea da Debussy all'ambient, alla techno, alla drum and Bass".
Nel 1996 esordisce da solista con Pink Noir, album narrato e sospeso fra jazz sperimentale e field recording a cui seguirà il più ritmico Screen Ceremonies, uscito nello stesso anno. Nel 2001 curò l'esibizione musicale Sonic Boom e, durante l'anno seguente, compilò l'antologia di due dischi Not Necessarily Enough English Music: A Collection of Experimental Music from Great Britain, 1960-1977.
Parallelamente alla carriera di scrittore e musicista, Toop ha realizzato delle opere d'arte costituite da "oggetti sonori" che ha esposto in alcuni musei ed è stato professore presso il London College of Communication.

## Opere
- Rap Attack: African Jive to New York Hip Hop (1984) ISBN 0-89608-238-5 - republished with additional chapters as
  - Rap Attack 2: African Rap To Global Hip Hop (1992) ISBN 1-85242-243-2
  - Rap Attack 3 (2000) ISBN 1-85242-627-6
- Ocean of Sound: Aether Talk, Ambient Sound and Imaginary Worlds (1995) ISBN 1-85242-743-4 (in Italia il libro è stato pubblicato nel 1999 con il titolo Oceano di Suono dalla casa editrice Costa&Nolan con la traduzione di Lino Belleggia e ripubblicato nel 2023 da add editore con la traduzione di Michele Piumini)
- Exotica: Fabricated Soundscapes in a Real World (1999) ISBN 1-85242-595-4
- Haunted Weather: Music, Silence, and Memory (2004) ISBN 1-85242-812-0
- Sinister Resonance: The Mediumship of the Listener (2010) ISBN 1-4411-4972-4

## Discografia (parziale)

### Album solisti
- 1996 – Pink Noir
- 1996 – Screen Ceremonies
- 1997 – Spirit World
- 1999 – Hot Pants Idol
- 1999 – Museum of Fruit
- 2003 – Black Chamber
- 2004 – 37th Floor at Sunset
- 2007 – Sound Body

### Collaborazioni
- 1975 – New & Rediscovered Musical Instruments (con Max Eastley)
- 1994 – Buried Dreams (con Max Eastley)
- 2000 – Needle in the Groove (con Jeff Noon)
- 2004 – Doll Creature (con Max Eastley)